# Игор Кудрић
Игор Кудрић (Нови Сад, 27. маја 2001) српски је фудбалер, који тренутно наступа за ТСЦ из Бачке Тополе.

## Каријера
Игор Кудрић је фудбал почео да тренира у екипи Војводине из Бачког Градишта, а затим је у кадетској селекцији наступао за Бечеј. Лета 2017. године прешао је у Бачку Тополу и наредне три године представљао тамошњи ТСЦ у млађим категоријама. Паралелно са саставом омладинског узраста, тренирао је и са првим тимом и најпре био лиценциран за Прву лигу Србије, а по освајању тог такмичења и за Суперлигу Србије. Свој дебитантски наступ у сениорској конкуренцији уписао је у последњем колу сезоне 2019/20, против Радничког у Нишу, када је пред крај сусрета на терену заменио Ненада Лукића. Кудрић је истог лета потписао први професионални уговор са клубом, те је и на почетку наредне сезоне остао на располагању Золтану Сабу као бонус играч.

## Статистика

#### Клупска
Ажурирано 19. септембра 2020.
| Клуб             | Сезона   | Лига             | Лига    | Лига   | Национални куп | Национални куп | Европа  | Европа | Остало  | Остало | Укупно  | Укупно |
| Клуб             | Сезона   | Дивизија         | Наступа | Голова | Наступа        | Голова         | Наступа | Голова | Наступа | Голова | Наступа | Голова |
| ---------------- | -------- | ---------------- | ------- | ------ | -------------- | -------------- | ------- | ------ | ------- | ------ | ------- | ------ |
| ТСЦ Бачка Топола | 2018/19. | Прва лига Србије | 0       | 0      | 0              | 0              | —       | —      | —       | —      | 0       | 0      |
| ТСЦ Бачка Топола | 2019/20. | Суперлига Србије | 1       | 0      | 0              | 0              | —       | —      | —       | —      | 1       | 0      |
| ТСЦ Бачка Топола | 2020/21. | Суперлига Србије | 0       | 0      | 0              | 0              | 0       | 0      | —       | —      | 0       | 0      |
| ТСЦ Бачка Топола | Укупно   | Укупно           | 1       | 0      | 0              | 0              | 0       | 0      | —       | —      | 1       | 0      |